# Montdidier (Mosela)
Montdidier é uma comuna francesa na região administrativa de Grande Leste, no departamento de Mosela. Estende-se por uma área de 1,93 km². Em 2010 a comuna tinha 84 habitantes (densidade: 43,5 hab./km²).